# Thomas Stanford
Thomas Stanford é um editor estadunidense. Venceu o Oscar de melhor montagem na edição de 1962 por West Side Story.